# 야마다 카네히토
야마다 카네히토 (山田 鐘人, やまだ かねひと)는 일본의 만화가이다.

## 수상
2009년 작품 클래스 시프트가 만화 칼리지로 입선했다.
2021년, 장송의 프리렌으로 제14회 만화 대상, 같은 해 제 25회 데즈카 오사무 문화상 신생상을 수상했다.

## 작품

### 연재 작품
- 이름 없는 사람은 도대체 누구일까요? (작화：오카자키 가료, 연재처: 주간 소년 선데이 S, 2013년 6월 호 - 2015년 5월 호, 전 5권)
- 외톨이 박사와 로봇 소녀의 절망적 유토피아 (연재처: 선데이 우부리, 2016년 9월 27일 - 2017년 12월 5일, 전 2권)
- 장송의 프리렌 (작화：아베 츠카사, 연재처: 주간 소년 선데이, 2020년 22·23 합병호 - 연재중, 전 11권)